# Jon Göransson Westman
Jon Göransson Westman, född 1721 i Nora, Ångermanland, död 1780 i Utanö på Hemsön, Ångermanland, var en svensk bildhuggare och bonde.
Han var far till bildhuggaren Pehr Westman. Han var troligen lärling till Christian Kramm i Kramfors där han var bosatt omkring 1750. Han utförde huvudsakligen kyrkliga arbeten i Hälsingland och Ångermanland. För Ytterlännäs kyrka utförde han en predikstol 1755, altare till Resele och Skogs kyrkor samt altartavlor till Jettendal och Harmångers kyrkor. Vid sidan av sitt jordbruk och bildhuggaruppdrag tillverkade han möbler och redskap i trä.